# Moehringia sedifolia
Moehringia sedifolia är en nejlikväxtart som beskrevs av Carl Ludwig von Willdenow. Moehringia sedifolia ingår i släktet skogsnarvar, och familjen nejlikväxter. Inga underarter finns listade i Catalogue of Life.